# Adler Vince
Adler Vince, külföldön Vincent/Vincenz Adler (Győr, 1826. április 3. – Genf, 1871. január 4.)  zongoraművész, zeneszerző. 
Adler György zeneszerző, egyházkarnagy fia, Erkel Ferencné (Adler Adél) öccse.

## Élete
Kezdetben apja, Adler György tanította, majd sógora, Erkel Ferenc. Tizenkét éves korában meghallgatta Liszt Ferenc, aki nagy jövőt jósolt neki.
Tanulmányai befejezése után Bécsbe, majd Párizsba utazott. Párizsban Richard Wagner, Bülow, Lalo és Ernst társasága tett rá nagy hatást. Az 1860-as években Párizs legjobb zongoraművészei közé tartozott. Rengeteg hangversenyt adott. A turnék után Genfben telepedett le, ahol hat évig volt a konzervatórium tanára. Kompozíciói közül briliáns etűdjei és értékes zongoradarabjai nevezetesek.

## Művei
Kompozíciói főleg szalondarabok.